# Nutsdier

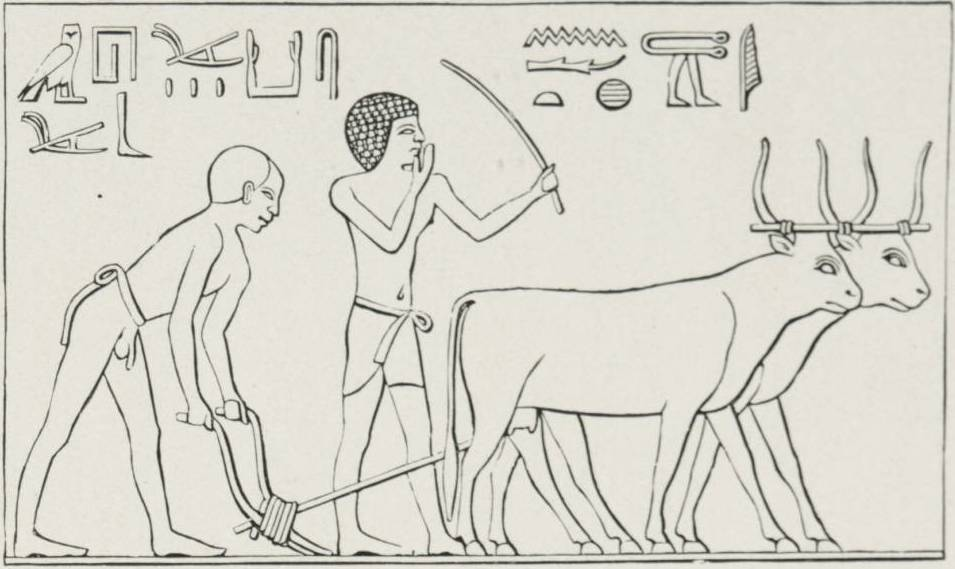
Ploegen met ossen.

Nutsdieren zijn dieren, die door de mens worden gehouden om hun producten te gebruiken. Zij brengen de mens dus enige nut. Producten die door de dieren geproduceerd worden zijn:
- vlees
- melk
- eieren
- huiden (leer)
- wol
- honing

Vroeger werden nutsdieren ook gebruikt om op het veld werk te verrichten. Hiervoor maakte men gebruik van ossen of paarden.
In Europa tellen volgende diersoorten tot de nutsdieren.
- rund
- varken
- konijn
- kip
- paard
- schaap
- honingbij

In sommige gevallen worden nutsdieren uit liefhebberij ook als huisdieren gehouden, bijvoorbeeld paarden en konijnen. 
Sommige exotische diersoorten, zoals de struisvogel nemen in Europa intrek als nutsdier.